# Äng, Nässjö kommun
Äng är en tätort i Nässjö kommun i Jönköpings län, belägen en bit från riksväg 31 mellan Jönköping och Nässjö.

## Befolkningsutveckling
| Befolkningsutvecklingen i Äng 1950–2020                 | Befolkningsutvecklingen i Äng 1950–2020 | Befolkningsutvecklingen i Äng 1950–2020 | Befolkningsutvecklingen i Äng 1950–2020 | Befolkningsutvecklingen i Äng 1950–2020 |
| ------------------------------------------------------- | --------------------------------------- | --------------------------------------- | --------------------------------------- | --------------------------------------- |
|                                                         |                                         |                                         |                                         |                                         |
| År                                                      |                                         |                                         | Folkmängd                               | Areal (ha)                              |
| 1950                                                    | 1950                                    |                                         | 323                                     | ##                                      |
| 1960                                                    | 1960                                    |                                         | 261                                     |                                         |
| 1965                                                    | 1965                                    |                                         | 291                                     |                                         |
| 1970                                                    | 1970                                    |                                         | 306                                     |                                         |
| 1975                                                    | 1975                                    |                                         | 328                                     |                                         |
| 1980                                                    | 1980                                    |                                         | 369                                     |                                         |
| 1990                                                    | 1990                                    |                                         | 320                                     | 44                                      |
| 1995                                                    | 1995                                    |                                         | 315                                     | 44                                      |
| 2000                                                    | 2000                                    |                                         | 296                                     | 44                                      |
| 2005                                                    | 2005                                    |                                         | 301                                     | 44                                      |
| 2010                                                    | 2010                                    |                                         | 277                                     | 44                                      |
| 2015                                                    | 2015                                    |                                         | 278                                     | 50                                      |
| 2020                                                    | 2020                                    |                                         | 282                                     | 52                                      |
| Anm.: ## Som tätort/befolkningsagglomeration 1920–1950. |                                         |                                         |                                         |                                         |

## Samhället
I Äng finns en grundskola och järnvägsstation.
Några kilometer utanför Äng, i Barkeryd, ligger en hembygdsgård och ett lantbruksmuseum, där man bl.a. kan få en inblick i jordbrukets tekniska utveckling. En badplats ligger vid Dundersjön.

## Näringsliv
Näringslivet består huvudsakligen av möbeltillverkning, till exempel Swedese.
Sunds glasbruk bedrev sin verksamhet i Äng 1915–1928, efter att ha flyttat från Sund i Järsnäs socken.